# Crorema setinoides
Crorema setinoides är en fjärilsart som beskrevs av Holland 1893. Crorema setinoides ingår i släktet Crorema och familjen tofsspinnare. Inga underarter finns listade i Catalogue of Life.